# کری پیلبی
کری پیلبی (به انگلیسی: Carrie Pilby) یک فیلم کمدی-درام آمریکایی محصول سال ۲۰۱۶ به کارگردانی سوزان جانسون، نویسندگی کارا هولدن و دین کریگ است که بر اساس رمان پرفروشی به همین نام اثر کارن لیسنر ساخته شده‌است. در این فیلم، بل پاولی، ناتان لین، گابریل بیرن، جیسون ریتر، ویلیام مسلی، ونسا بایر و کالین اودانهیو ایفای نقش می‌کنند. فیلمبرداری در ۱۴ دسامبر ۲۰۱۵ در شهر نیویورک آغاز شد.
این فیلم در بخش ارائه‌های ویژه در جشنواره بین‌المللی فیلم تورنتو ۲۰۱۶ به نمایش درآمد. این فیلم در ۳۱ مارس ۲۰۱۷ اکران محدودی داشت، قبل از اینکه در ۴ آوریل ۲۰۱۷ توسط اورچرد از طریق ویدیوی درخواستی منتشر شود. در ۵ سپتامبر ۲۰۱۷ در نتفلیکس عرضه شد.

## داستان
کری پیلبی یک کودک نابغه ۱۹ ساله است که به تنهایی در شهر نیویورک زندگی می‌کند. او همیشه باهوش‌ترین فرد در اتاق است اما ناراضی است که از آن لذت ببرد. او با دشواری در برقراری ارتباط، با قرار ملاقات و دوستیابی مشکل دارد، اما همیشه چیزی برای گفتن دارد. و در حالی که او می‌تواند همه چیز را بدون توجه به موقعیت تجزیه و تحلیل کند، در درک خود مشکل بیشتری دارد.

## بازخوردها
در متاکریتیک، فیلم بر اساس بررسی‌های ۱۴ منتقد، میانگین وزنی ۵۲ از ۱۰۰ را دارد که نشان‌دهنده «بررسی‌های مختلط یا متوسط» است.